# Hillevi Blylods
Gunhild Hillevi Blylods, född 24 februari 1932 i Ludvika, död 19 oktober 2024 i Göteborg, var en svensk operasångare (sopran).
Blylods studerade sång för Arne Sunnegårdh, Joel Berglund i Stockholm och Clemens Kaiser-Breme i Essen i Tyskland samt vid Kungliga Musikhögskolan och Statens musikdramatiska skola i Stockholm 1966–1969. Hon debuterade på Kungliga Teatern som grevinnan i Figaros bröllop av W.A. Mozart 1968. Hon engagerades vid Operan till operakören 1961–1965, efter studier 1966–1969 var hon anställd som sångsolist 1968–1985. Till de roller hon gjort hör bland annat Micaela i Carmen, Euridike i Orfeus och Eurydike, första damen och Pamina i Trollflöjten samt Ortlinde och Woglinde i Nibelungens ring.
Hon gästspelade i bland annat Edinburgh, Moskva och Köpenhamn. Under 1985–2004 var hon sekreterare i Stiftelsen Kungliga teaterns solister.
Blylods tilldelades Jussi Björlingstipendiet 1976.

## Teater

### Roller
- 1980 – Hebe i HMS Pinafore av Arthur Sullivan och W. S. Gilbert, regi Hans Alfredson, Oscarsteatern [2]